# Feria de Pushkar
La Feria de Púshkar (Feria de Púshkar del camello), localmente conocida como Pushkar ka Mela, es una feria anual dedicada al camello y el ganado, de cinco días de duración y celebrada en la ciudad de Púshkar, en el estado de Rajasthan, India. 
Es una de las ferias del camello más grandes del mundo. Además de la compra y venta de ganado, se ha convertido en una importante atracción turística. Competiciones como el matka phod, «bigote más largo» y «la competencia de novia» son las principales atracciones de esta feria que atrae a miles de turistas. En los últimos años, la feria también ha incluido un partido de cricket de exhibición entre el club local de Púshkar y un equipo de turistas extranjeros al azar. El Diccionario Imperial Geográfico de la India menciona una asistencia de 100 000 peregrinos en 1900. 

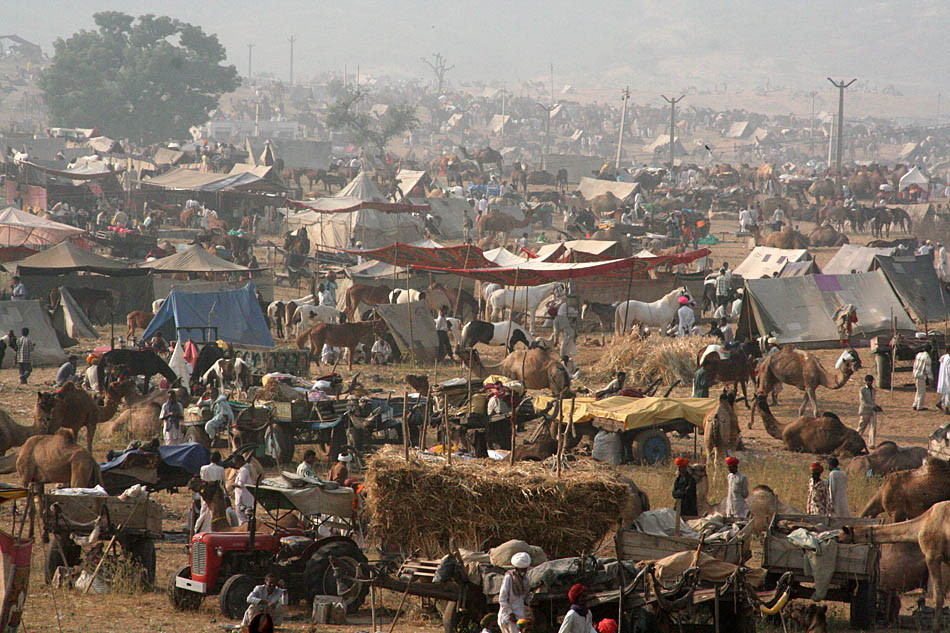
Pushkar ka Mela

Miles de personas acuden a las orillas del lago de Púshkar, donde la feria se lleva a cabo. Los hombres compran y venden su ganado, que incluye camellos, vacas, ovejas y cabras. Las mujeres van a los puestos, llenos de pulseras, ropa, textiles y tejidos. La fiesta comienza con una carrera de camellos. Hay música, canciones y exposiciones. Entre estos eventos, el más esperado es la prueba de cómo el camello es capaz de cargar con los artículos.
La feria se celebra durante cinco días a partir de la Ekadasi Kartik Kartik Purnima, el día de luna llena (el día 15) de Kartik, (octubre-noviembre) en el calendario hindú. El día de luna llena es cuando, según la leyenda, el dios hindú Brahma surgió del lago Púshkar; es por ello que numerosas personas nadan en sus aguas sagradas.